# Crepidium kandae
Crepidium kandae là một loài thực vật có hoa trong họ Lan. Loài này được (T.Hashim.) Marg. mô tả khoa học đầu tiên năm 2002.